# NH Lancaster Hotel
El NH Lancaster Hotel es un clásico hotel 4 estrellas de Buenos Aires, caracterizado por su estilo inglés. Actualmente es miembro de la cadena NH Hoteles, y se encuentra en Avenida Córdoba esquina Reconquista.

## Historia
Según se sabe, el conde Serguei Zubov supo ser miembro de la corte zarista y, frente a los violentos sucesos de la Revolución Rusa, se vio obligado a radicarse en París, a donde la familia monta un pequeño anticuario. Es allí donde habría conocido a Rosario Schiffner, a quien desposa en el año 1922
En el año 1943 le encargan a los arquitectos Acevedo, Becú y Moreno el diseño y la construcción del Hotel Lancaster, que inauguran en 1945. Con el tiempo el emprendimiento comenzó a ganar peso propio y fue conocido como el “royal hotel de Buenos Aires”, no solo debido a sus aristocráticos dueños, sino porque los Zubov lo habían concebido para albergar a sus muchos amigos nobles que venían desde Europa a pasar largas temporadas en la ciudad. El “Beau Serge”, como lo llamaban los más cercanos debido a su vistoso refinamiento, era un brillante anfitrión. Gustaba de organizar amenas reuniones y elegantes fiestas para que sus amigos del nobiliario interactuaran con la high society porteña, cosa que era visto con gran beneplácito por los locales. 
En esa primera época de éxito, se hospedan personalidades tales como el filántropo Nelson Rockefeller y también el escritor Graham Greene, quien cita al hotel como uno de los escenarios en su famoso libro "Viajes con mi Tía". En enero de 1948 lo visita Tomislav II, (ex) rey de Croacia y  gran amigo de los Zubov, quien trágicamente fallece en una de sus habitaciones. 
Con el paso del tiempo experimenta varios cambios de dueños, perdiendo brillo y categoría hasta que finalmente cierra en la década de 1980.
En julio de 2007 fue finalmente adquirido por la cadena NH Hoteles, que emprendió un nuevo acondicionamiento. Reabrió el 25 de noviembre de ese año como NH Lancaster Hotel, con presencia del secretario de Turismo de la Nación, Enrique Meyer entre sus invitados.

## Descripción
El edificio del Lancaster Hotel es conocido generalmente como de "estilo inglés", aunque puntualmente toma elementos de la arquitectura georgiana. Se trata de un estilo arquitectónico que estuvo muy de moda en la Argentina en las décadas de 1940 y 1950, en donde predominó el uso del ladrillo para decorar las fachadas. Además, el zócalo fue revestido en piedra Mar del Plata, y el último piso fue tratado como mansarda de chapa.

Es este un edificio una muestra del tipo de construcción que en la actualidad goza, en todo el país, del favor popular, al que la mayoría de los arquitectos trata de responder, consecuentemente
"Revista de Arquitectura" de la Sociedad Central de Arquitectos. Junio de 1945

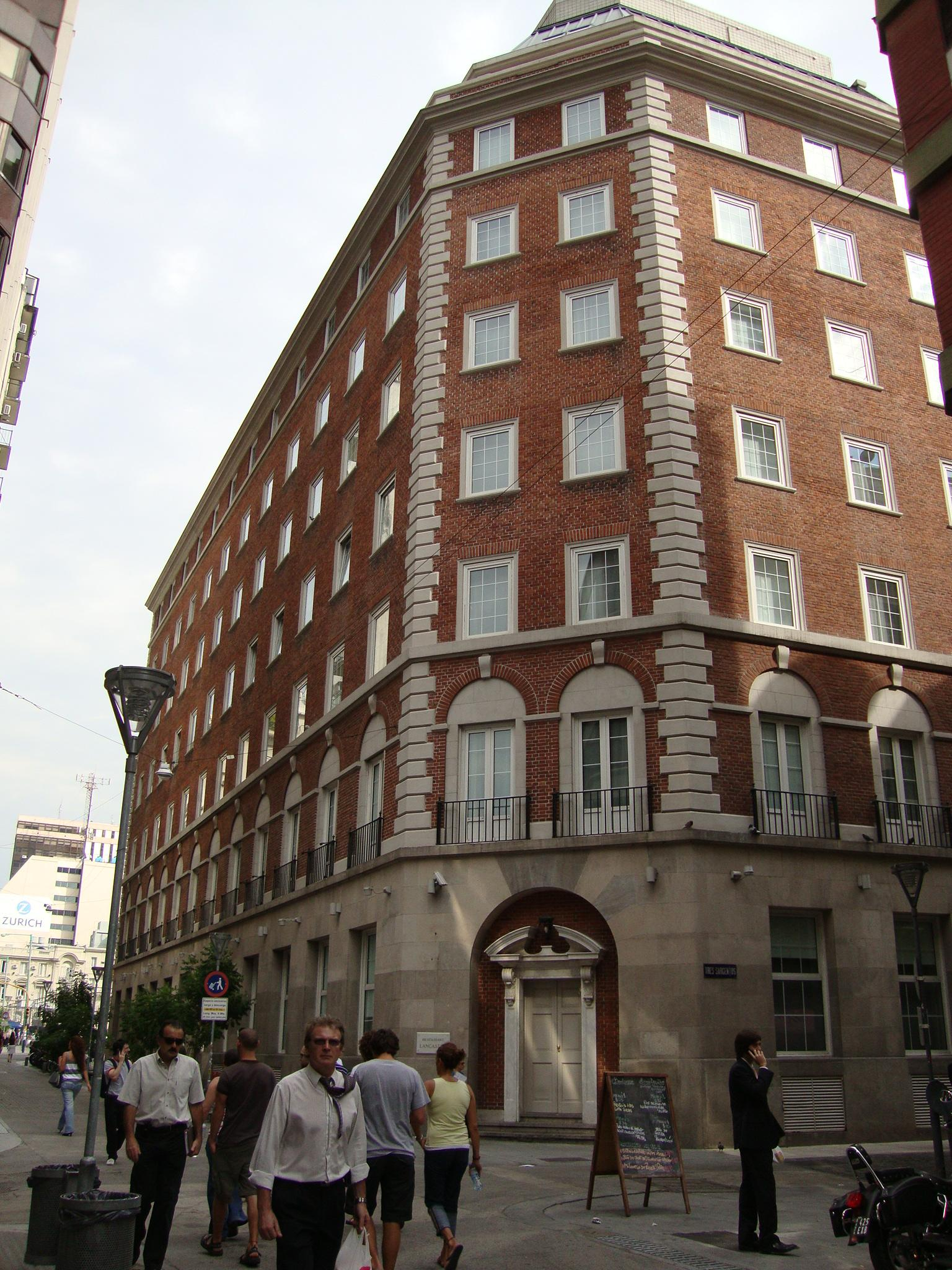
Vista actual desde la esquina de Reconquista y Pasaje Tres Sargentos.

Efectivamente, el estudio de los arquitectos Acevedo, Becú y Moreno se había caracterizado desde la década de 1920 por sus edificios ubicados en los barrios de la clase alta de Buenos Aires, en cuyo diseño se mantenía el estilo francés que siguió siendo de gusto en la Argentina hasta bien entrada en la década de 1940. Pero ya a fines de los años 30, la mayoría de los arquitectos había empezado a aceptar las nuevas tendencias modernas que una nueva camada intentaba imponer hacía años, con inicial rechazo.
La característica de interés en el caso del Lancaster Hotel es la expresa voluntad de su propietario original de separar el sector del hall de acceso a las habitaciones del restaurante. De esta forma, la entrada del Hotel está en la Avenida Córdoba, y la del Restaurante está en la esquina de Reconquista y pasaje Tres Sargentos.
En el sótano se instalaron los depósitos, la cocina y el sector de personal. En los seis pisos superiores, se dispusieron las habitaciones sobre los tres frentes del edificio (Avenida Córdoba, calle Reconquista y pasaje Tres Sargentos), mientras el lado de la pared medianera fue ocupado por dos patios internos de aire y luz, y el sector de ascensores y escalera. Como detalle destacado, el Hotel Lancaster contó desde su comienzo con sistema de aire acondicionado en sus habitaciones.